# Louis Crouzon
Louis Édouard Octave Crouzon est un médecin neurologue français né à Paris 11e le 29 septembre 1874, d'un père français et d'une mère flamande, et mort à Paris 16e le 16 septembre 1938.

## Biographie
Avant son entrée à la faculté de médecine de Paris, il a déjà subi l'influence de Pierre Janet (1859-1947) et montré de l'intérêt pour la psychologie.
Étudiant à Paris, il est très influencé par Paul Georges Dieulafoy (1839-1911), par Joseph Babinski et surtout par Pierre Marie.
Devenu médecin en 1900, il fait son troisième cycle avec Philippe Gaucher. Il devient ensuite chef de clinique et de laboratoire à l'Hôtel-Dieu en 1906, puis médecin des hôpitaux en 1912. Pendant la Première Guerre mondiale, il est attaché au service des ambulances et est responsable d'un service neurologique militaire.
Les capacités d'organisation qu'il développe pendant cette période sont employées ensuite dans des activités sociales et de santé communautaire. Après la guerre, Crouzon poursuit ses travaux sur les dystrophies héréditaires, en particulier sur les ataxies héréditaires du cervelet, les difformités de la colonne vertébrale et les désordres rhumatismaux chroniques.
Crouzon reste à la Salpêtrière de 1919 jusqu'à sa retraite. Il devient président de la Société neurologique de Paris et secrétaire de la Revue neurologique. Il publie de nombreux articles de neuropathologie et sur l'arthrite chronique des personnes âgées au long séjour de la Salpêtrière. Une chaire spéciale d'assistance médico-sociale est créée pour lui à laquelle il est nommé en 1937.
Crouzon est décoré de la Croix de Guerre et commandeur de la Légion d'honneur et élu à l'Académie de Médecine le 26 février 1935.